# Водяная мельница
Водяна́я ме́льница — гидротехническое сооружение, использующее гидроэнергию, получаемую с водяного колеса, движение которого выполняет полезную работу посредством зубчатой передачи. Водяные мельницы обычно устраивают на реках. 
Речные мельницы имеют два типа устройства:
I. Плотинные, когда для усиления энергии воды реку перегораживают плотиной, в которой оставляют отверстие для струи воды, вращающей водяное колесо;
II. Плавучие, когда мельницу размещают на понтоне или речном судне.
Для приведения в движение водяных колес иногда использовалась также сила морских приливов.

## Плотинные мельницы
Устраивались либо путем полного перегораживания плотиной небольшой реки, либо отводом части речного стока на мельничное колесо.
- Мельница на реке Нотець, Польша (памятник культуры)
- Мельница Молен ван Оттен, Нидерланды (национальный памятник)
- Мельница во Франции
- Мельница в муниципалитете Урубиси, Бразилия
- Мельница в провинции Юньнань, Китай

По способу подачи водяной струи на водобойное колесо делятся на два типа:

— мельницы с колесом верхнего боя, когда падающая струя воды направляется на верхнюю часть колеса;

— мельницы с колесом нижнего боя:, когда струя воды направляется в нижнюю часть колеса.
Существовали конструкции водяных мельниц, на которых использовались оба способа подачи воды на колесо: в случае падения уровня воды в реке открывалась заслонка в плотине для подачи воды на лопасти нижней части колеса и мельница продолжала работу.

### Мельничный омут
Так как место для устройства мельничной плотины тщательно выбирали в овражистых местах, по-возможности с высокими крутыми берегами, то и омут, который возникал перед плотиной после наполнения искусственного озера нередко являлся самым глубоким местом на реке. 
Мельничный омут заселялся рыбой; особенно любили омуты сомы, где их и промышляли.
С мельничным омутом связано множество поверий, легенд и преданий. 
Полагали, что омут у мельничной плотины бездонный и здесь живут Водяной и русалки. Водяной особенно любит забираться на ночлег под водяную мельницу, возле самого колеса. 
Когда в половодье от весеннего таяния снегов или от долгих проливных дождей выступит река из своих берегов и стремительным напором ломает плотину, крестьяне думают, что это водяной подпил на свадьбе, предался буйному веселью и пляскам и в своей гульбе разрушил преграду.

## Плавучие мельницы
Плавучие мельницы имели большее распространение по всей Европе.

## Применение
- Для помола и просеивания зерна.
- В сукновальном деле (с 1223, Германия).
- Для изготовления бумаги (с 1238, Испания).
- Для ковки железа (c 1197, Швеция)
- Для резки брёвен (гидравлическая пила — не позже 1240)
- Для обработки конопли.
- Для дубления кожи.
- Для заточки инструментов.
- Для сверления пушечных стволов.
- Для шлифовки и полирования изделий из природного камня
- В пивоварении.
- Водяное колесо, вращающее генератор электрического тока, получило название гидроэлектростанции.

## История
Водяные мельницы известны в Римской империи со II века до н. э., описаны Витрувием.
Широкое распространение получили в Средневековье, особенно при монастырях. Бенедикт Нурсийский предписывал каждому монастырю обзавестись водяной мельницей. Во Франции сохранились остатки каскада из 16 водяных мельниц вблизи Арля, построенных в III—IV вв. В Древней Руси водяные мельницы упоминаются впервые в XIII веке в ярлыке хана Менгу-Темира. Водяные мельницы включены в жалованую грамоту галицкого князя Льва Даниловича Спасскому монастырю (1292), принадлежавшие ему водяные мельницы называет в духовной грамоте Дмитрий Донской (1389).
О водяных бумажных мельницах в Самарканде XVI века упоминает Бабур-наме
Приливные мельницы появились в XI веке на побережье Адриатического моря. На Руси о таких мельницах упоминает жалованная грамота Ивана Грозного (построены Никитой Павловым на берегу Белого моря в Усть-Золотице).

## Праздник и обряды
11 ноября праздник — «День Святого Мартина», покровителя мельников и мельничного дела: «Святой Мартин сам вина пьёт, а воду на плотину льёт» (французская поговорка XVI века)
Праздник ряда народов Европы; связан с сезонным циклом сельскохозяйственных работ. Дата праздника отмечала окончание уборки урожая, завершение работ в поле, наступление зимних холодов. 
Праздник продолжался три дня: с 9 по 11 ноября. На стол было принято подавать вино, жареного гуся или поросенка и свежую выпечку из муки нового урожая. 
Праздник имеет различную форму и выражение в зависимости от сложившихся местных обычаев.

## Устойчивые выражения, пословицы и поговорки

### Устойчивые выражения
- «Мели Емеля»;
- «Пьян как мельник»;
- «Повесить себе на шею мельничные жернова»;
- «Попасть между мельничными жерновами»;
- «Скрипеть как мельничное колесо»;
- «Глубокий/бездонный как мельничный омут».

### Пословицы и поговорки
- «Помолом мельница стоит»;
- «Всяк мельник на свою мельницу воду льет»;
- «Мельница сильна водой, а человек едой».

## В искусстве

### Живопись
- Водяная мельница,
Мейндерт Хоббема (1664)
- Пейзаж с водяной мельницей,
Мейндерт Хоббема (1666)
- Мельница верхнего боя в Абердуле, Уэльс,
Джеймс Уорд (1847)
- Старая мельница,
 В. Д. Поленов (1880)
- Водяная мельница в Коллене недалеко от  Нюэнена,
Винсент Ван Гог (1884)

### Филателия
- «Водяная мельница Шварцвальд».
Почта Германии, 1997
- «Гессенские водяные мельницы».
Почта Германии, 1997
- Почтовый блок «Водяные мельницы».
Почта Украины, 2011
- Марка Почты Белоруссии, 2000
- «Водяная мельница в деревне Волма».
Почта Белоруссии, 2003

## Действующие мельницы
- Музей «Водяная мельница в деревне Бугрово». Находится в деревне Бугрово, Пушкиногорский район, Псковская область, Российская Федерация;
- Музей «Стары млын» (с белорусского: Старая мельница). Экспозиция этнографии, хлеба и зерна. Находится в агрогородке Жодишки, Сморгонский район, Гродненская область, Республика Беларусь;
- Плавучая водяная мельница-музей в немецком городе Минден на реке Везер.